# Date una vuelta en el aire
Date una vuelta en el aire es una película de comedia fantástica surrealista y suspenso chilena de 2020 escrita y dirigida por Cristián Sánchez Garfias. Protagonizada por Rodrigo González Larrondo, Cristóbal Bascuñán, Diego Madrigal, Zacarías del Río,  Ana María Zabala, Camila Leppe, José Ignacio Diez y Daniel Pérez. La película fue preseleccionada para representar a Chile en la categoría Mejor Película Internacional en la 94.ª edición de los Premios Óscar, pero no fue seleccionada.

## Sinopsis
Un escolar brillante en matemáticas pero que ama el arte, un empresario fetichista que colecciona fotos de niñas y un obsesivo limpiador de autos que escribe obras de teatro como hobby son atraídos a la casona de un centro cultural. En donde se encuentran con una mujer, que parece oficiar de vidente, que los insta a encontrar un árbol centenario plantado sobre un antiguo centro ceremonial indígena.

## Reparto
- Jose Diez[7]
- Ana María Zabala[7]
- Daniel Pérez[7]
- Rodrigo González Larrondo
- Cristóbal Bascuñán
- Bernabé Madrigal
- Zacarías del Río
- Camila Leppe

## Lanzamiento
Tuvo su estreno en territorio chileno a 15 de octubre de 2020 en la 27.ª edición del Festival Internacional de Cine de Valdivia, luego se estrenó en territorio argentino el 22 de marzo de 2021 en el Festival de Cine Independiente de Buenos Aires. Se estrenó el 29 de junio de 2021 en las plataformas VOD de la Cineteca Nacional y Red de Salas. Tuvo su estreno en Europa el 27 de septiembre de 2021 en la 30.ª edición del Festival Biarritz Amérique Latine.

## Premios y nominaciones
| Año  | Premios /Festivales                            | Categoría                                                | Recipiente               | Resultado | Ref.   |
| ---- | ---------------------------------------------- | -------------------------------------------------------- | ------------------------ | --------- | ------ |
| 2021 | Festival de Cine Independiente de Buenos Aires | Competencia americana - Mejor película                   | Cristián Sánchez Garfias | Nominado  | [ 12 ] |
| 2021 | Festival Biarritz Amérique Latine              | Concurso de largometrajes de ficción - Premio del jurado | Cristián Sánchez Garfias | Nominado  | [ 13 ] |